# Alfred Jean Garnier
Pour les articles homonymes, voir Garnier.
Alfred Jean Garnier, né à Puiseaux (Loiret) le 9 décembre 1848 et mort à Paris (6e arrondissement) le 16 mars 1921, est un peintre, graveur et émailleur français.

## Biographie
Étienne Marie Alfred Garnier, dit Alfred Jean Garnier, est né à Puiseaux (Loiret) en 1848. Élève d'Alexandre Cabanel à l'École des beaux-arts de Paris et de Paul Grandhomme,, il collabore avec celui-ci. Garnier est un ami du sculpteur Augustus Saint-Gaudens qu'il rencontre aux Beaux-Arts, et d'Albert Dammouse, avec lesquels il passe des vacances en France et en Suisse.
Il expose aux Salons de 1874 et de 1878. Il peint des émaux, notamment d'après Andrea Mantegna, Sandro Botticelli, Carlo Crivelli et Gustave Moreau. Plusieurs de ses œuvres sont conservées à Paris au musée d'Orsay et à New York au Metropolitan Museum of Art. 
En 1885, il épouse à Paris Marie Mathilde Missier. Il meurt à Paris en mars 1921. 
Un portrait présumé du poète Arthur Rimbaud (Localisation inconnue) lui est attribué,.  

Œuvres d'Alfred Jean Garnier
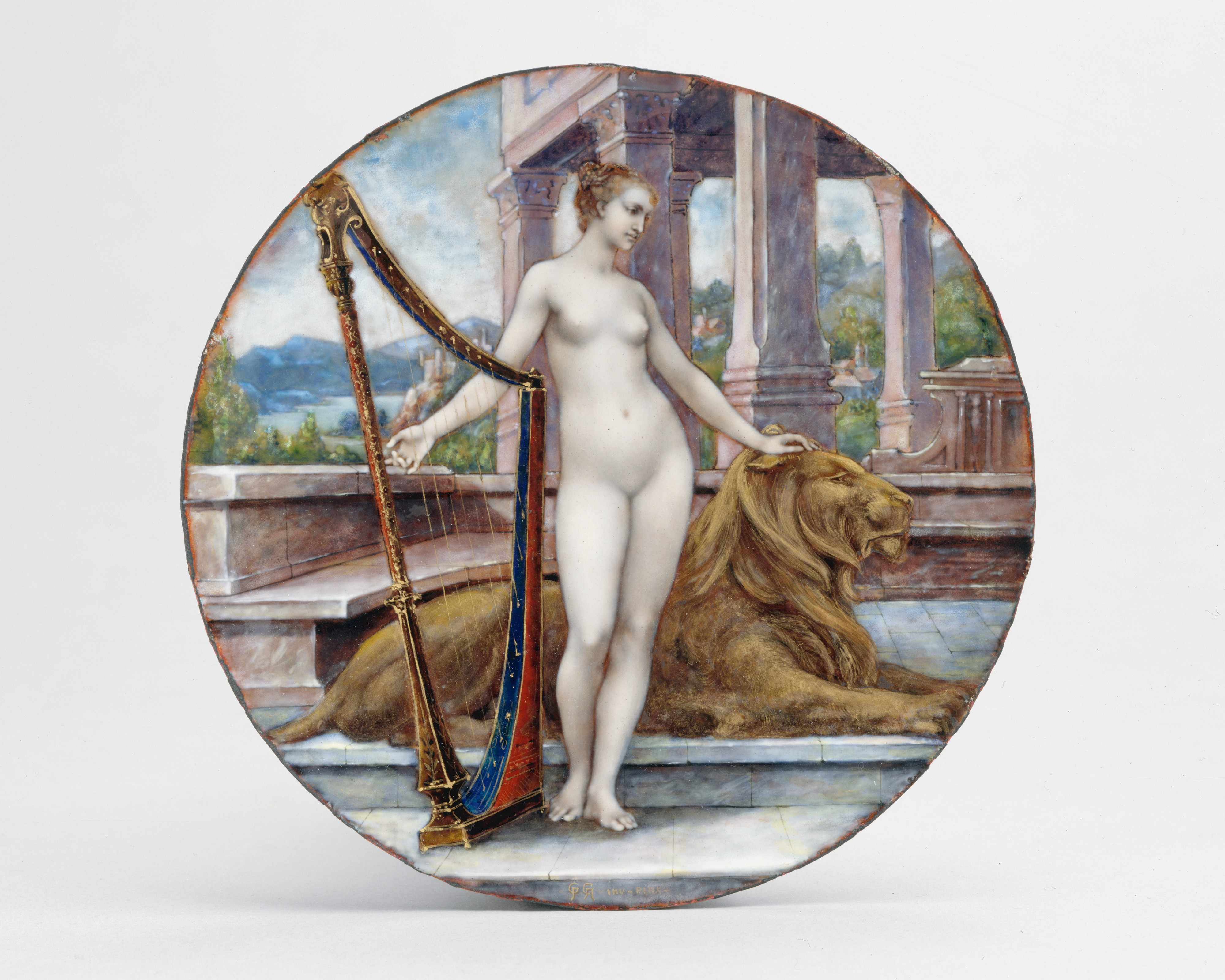
Sans titre (1889), en collaboration avec Paul Grandhomme, émail sur cuivre, New York, Metropolitan Museum of Art.
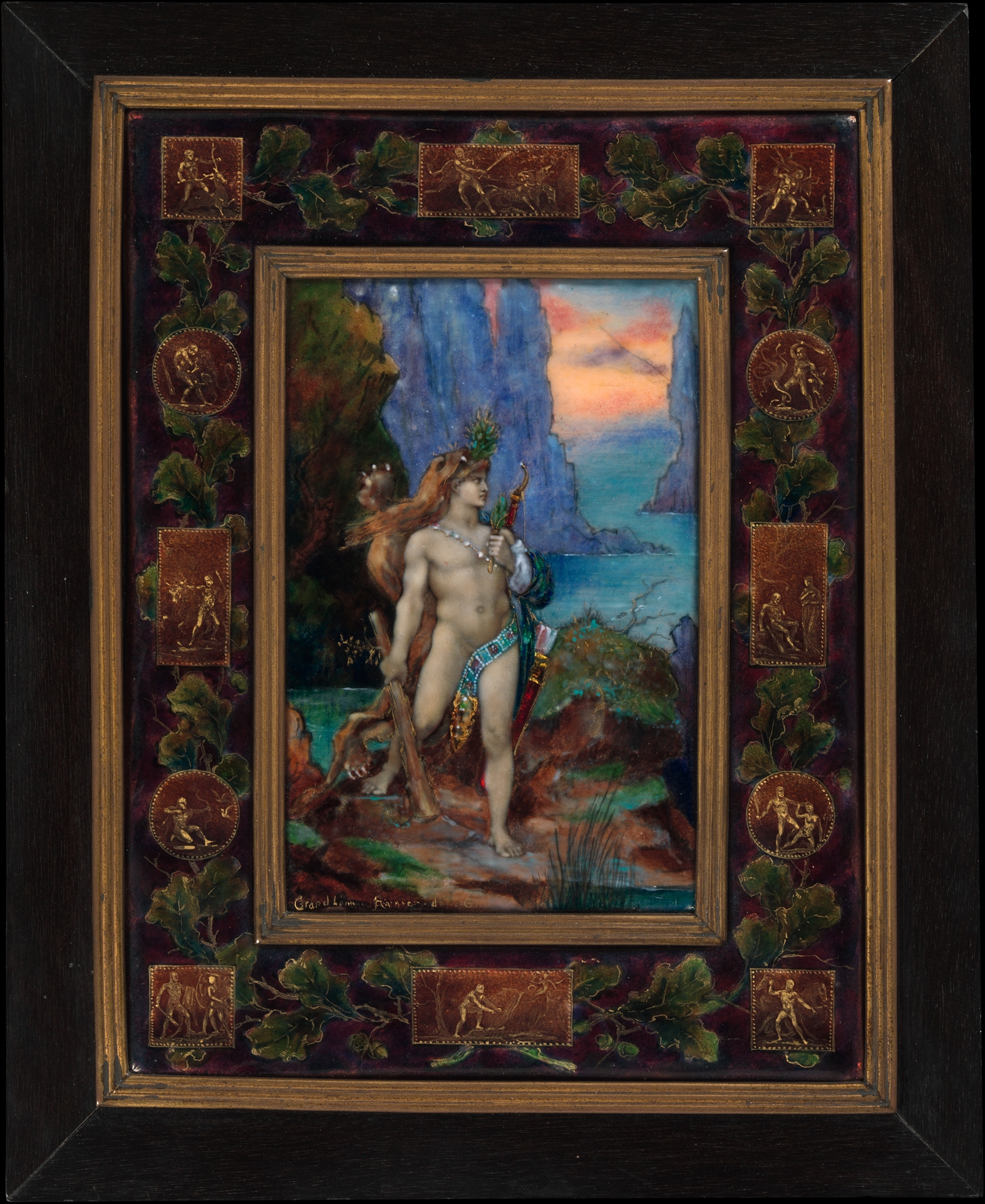
D'après Gustave Moreau, Les douze travaux d'Hercule (vers 1895), en collaboration avec Paul Grandhomme, émail sur cuivre, New York, Metropolitan Museum of Art.